# Quận Alger, Michigan
Quận Alger một quận thuộc tiểu bang Michigan, Hoa Kỳ. Quận lỵ đóng ở Munising6. Theo điều tra dân số năm 2000 của Cục điều tra dân số Hoa Kỳ năm 2000, quận có dân số 9862 người. Pictured Rocks National Lakeshore nằm trong quận này.

## Địa lý
Theo Cục điều tra dân số Hoa Kỳ, quận có diện tích 5.049 dặm vuông Anh (13.080 km2), trong đó có 918 dặm vuông Anh (2.380 km2) là diện tích mặt nước.

### Quận giáp ranh
- Quận Luce (đông)
- Quận Schoolcraft (đông nam)
- Quận Delta (nam)
- Quận Marquette (tây)
- Thunder Bay District, Ontario (bắc, tây qua mặt nước, ở hồ Superior)